# Husholdningsgæld
Husholdningsgæld er mængden er penge, som alle voksne i landet skylder til banker, realkreditinstitutter og lignende. Det inkluderer forbrugslån, boliglån og lignende.
Paul Krugman advarede i 2007 imod, at husholdningsgælden i USA havde nået 130 procent af husholdningens gennemsnitlige indkomst. Året efter brød finanskrisen ud. Krugman mente, at man skulle skelne mellem på den ene side den totale nationale gæld (privat og offentlig) i forhold til BNP, og på den anden side landets gæld til udlandet.